# Consolate Feza
Consolate Feza Mwange (née le 23 mars 1985) est une joueuse congolaise de handball qui évolue au sein du club de Mikishi Lubumbashi et l'équipe nationale de la RD Congo. 